# Style Louis XVI

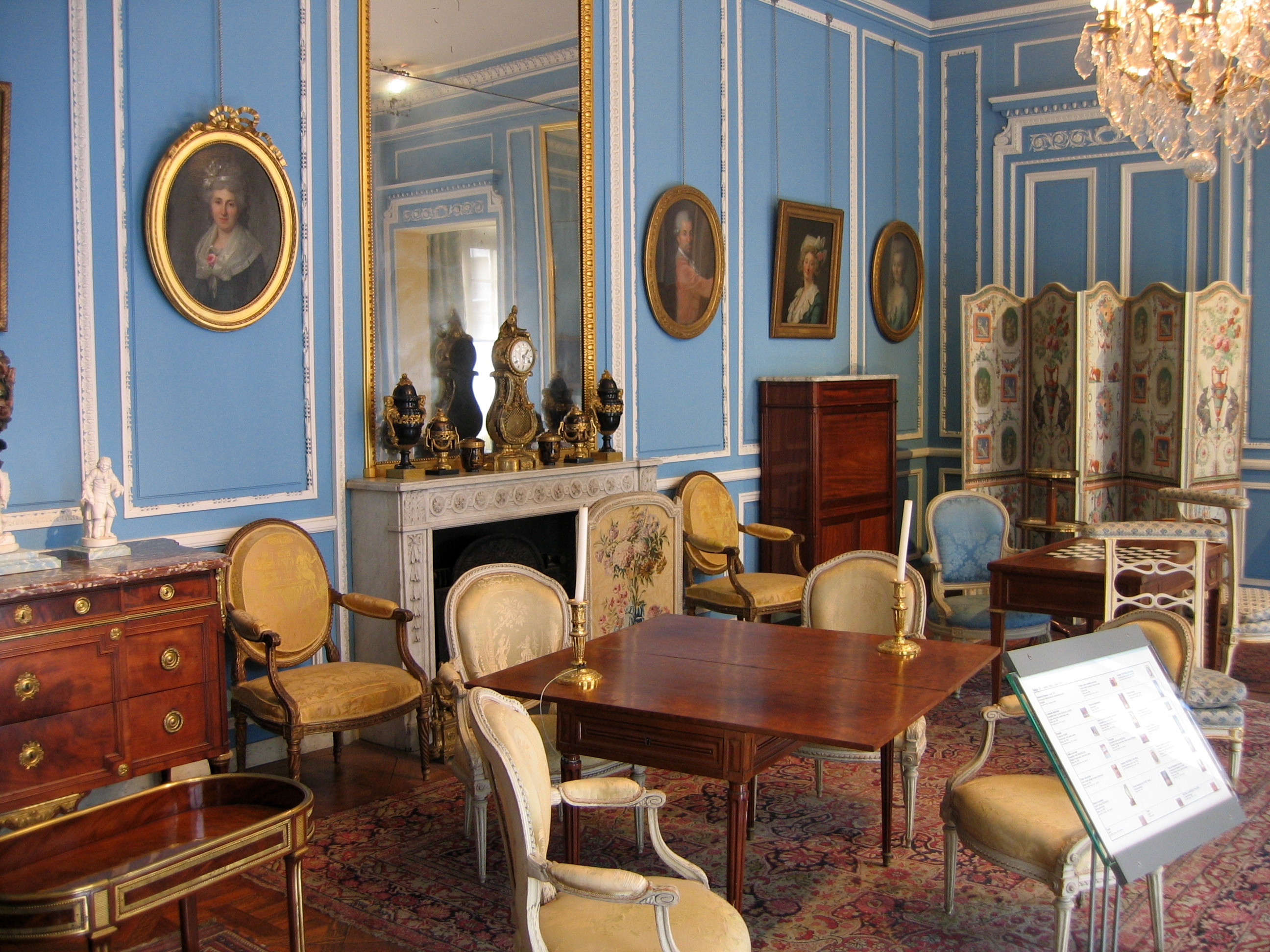
Salon bleu Louis XVI au musée Carnavalet à Paris.

Le style Louis XVI est un style d'ameublement et de décoration employé d'abord en France, de 1774, date du début du règne de Louis XVI, à 1785 environ. Il s'inscrit dans un mouvement européen de retour au classicisme dans la seconde moitié du XVIIIe siècle.

## Période
Le style Louis XVI commence aux environs de 1774, date du début du règne du roi. Ce style suit le style Transition, qui se situe entre 1758 et 1775. Le style Transition amorce le style Louis XVI en tranchant avec le style Louis XV. Le style Louis XVI se termine aux alentours de 1785, peu avant la Révolution française. Le style Directoire lui succèdera. 

### Contexte

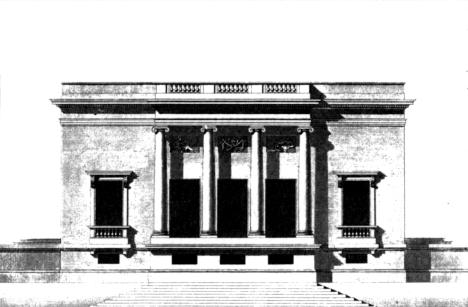
Pavillon de Madame du Barry, Louveciennes.

Le milieu du XVIIIe siècle est une époque charnière. On découvre à nouveau l'Antiquité avec la mise au jour des vestiges d’Herculanum (1738) et de Pompéi en 1748. Le style antique influença grandement le mobilier de style Louis XVI et en fut l'un des thèmes. L'influence de Madame du Barry, la favorite du roi Louis XV, est grande. Son goût pour le classicisme se fait sentir notamment par le style de son château de Louveciennes. 
Les architectes en vogue, comme Ange-Jacques Gabriel, Claude Nicolas Ledoux ou encore Étienne-Louis Boullée, adoptent le style néoclassique, voir néo-palladien. Ce style incorpore dans le mobilier des éléments gréco-romains (colonnes, fronton, proportions harmonieuses, portique).

## Esthétique

### Principales caractéristiques

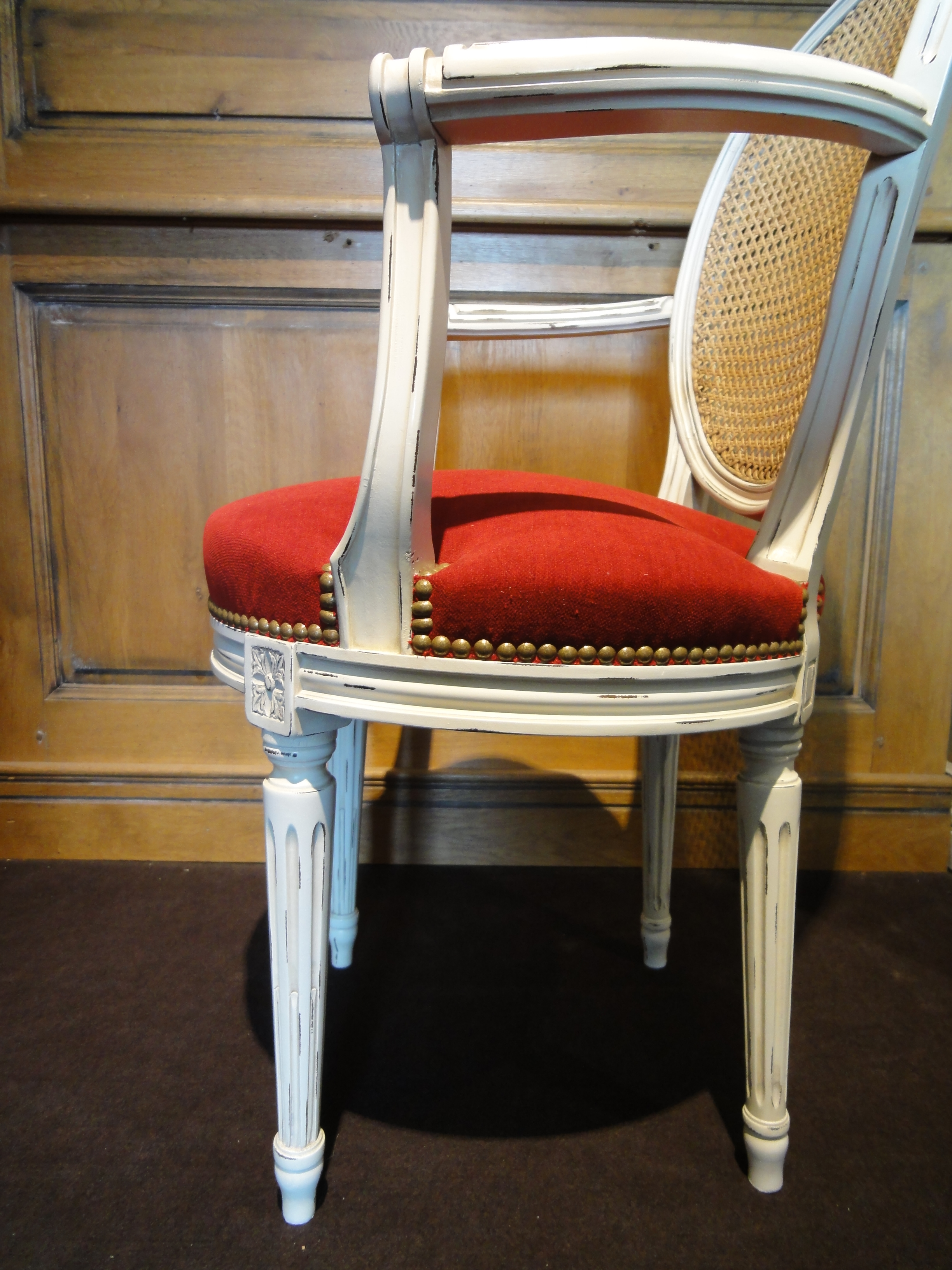
Style Louis XVI.

Le mobilier Louis XVI se définit en opposition au style Louis XV : il rejette les formes rocaille du style Louis XV et revient à la rigueur de formes géométriques inspirées, entre autres, par la découverte de vestiges de l'antiquité à Herculanum et Pompéi (deux villes proches de Naples englouties par l'éruption volcanique du Vésuve). La structure des meubles est mise en valeur par des formes rectilignes et rigoureuses comme le rectangle, le carré, le rond et l'ovale, empruntées à l'architecture néoclassique. Le piétement du mobilier reprend les éléments du style antique avec notamment le pied cannelé ou encore la colonnette carrée.
Les éléments d'ornementation sont minimalistes : de forme symétrique, ils trouvent leur inspiration dans la nature végétale et les thèmes antiques. Parmi les éléments les plus classiques on trouve le nœud de ruban, le feston et la draperie. Les dorures sont apposées par petites touches en baguettes ou dans les angles (où ils servent de renfort aux points faibles des meubles).  

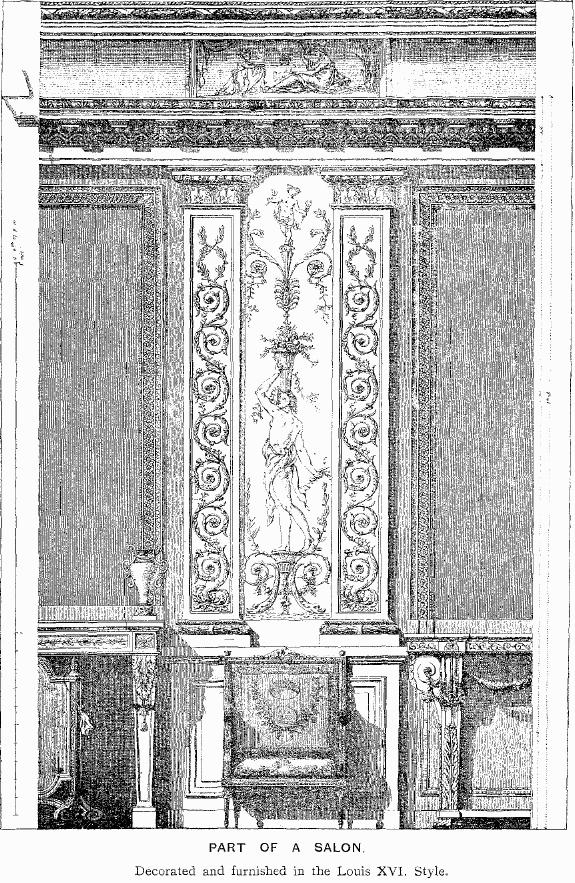
Partie d'un salon style Louis XVI.
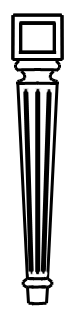
Pied cannelé, caractéristique du style Louis XVI.
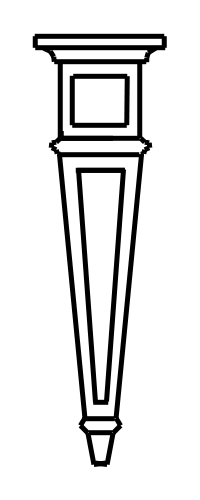
Colonnette carrée.

## Mobilier

### Meubles emblématiques du style Louis XVI

#### Les sièges
Les lignes des sièges sont droites et géométriques. Des dés de raccordement aux angles de l'assise accentuent l'aspect classique du style. On voit toujours le fauteuil à « dossier en cabriolet » re-stylisé. De nouveaux fauteuils sont aussi créés pendant cette période. On peut citer les fauteuils à « dossier de plan droit », à « dossier en médaillon » ou encore à « dossier en montgolfière ». Ces sièges disposent des pieds cannelés caractéristiques. La bergère est toujours populaire ; ses lignes sont plus droites.

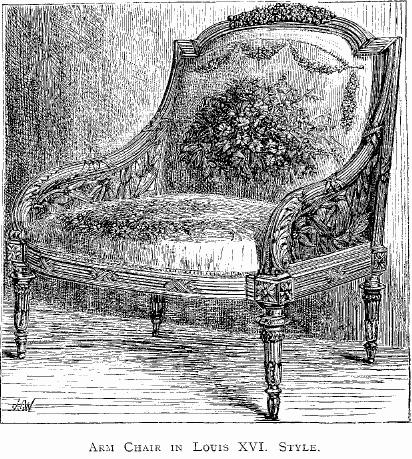
Bergère se terminant par un dossier à chapeau de gendarme.
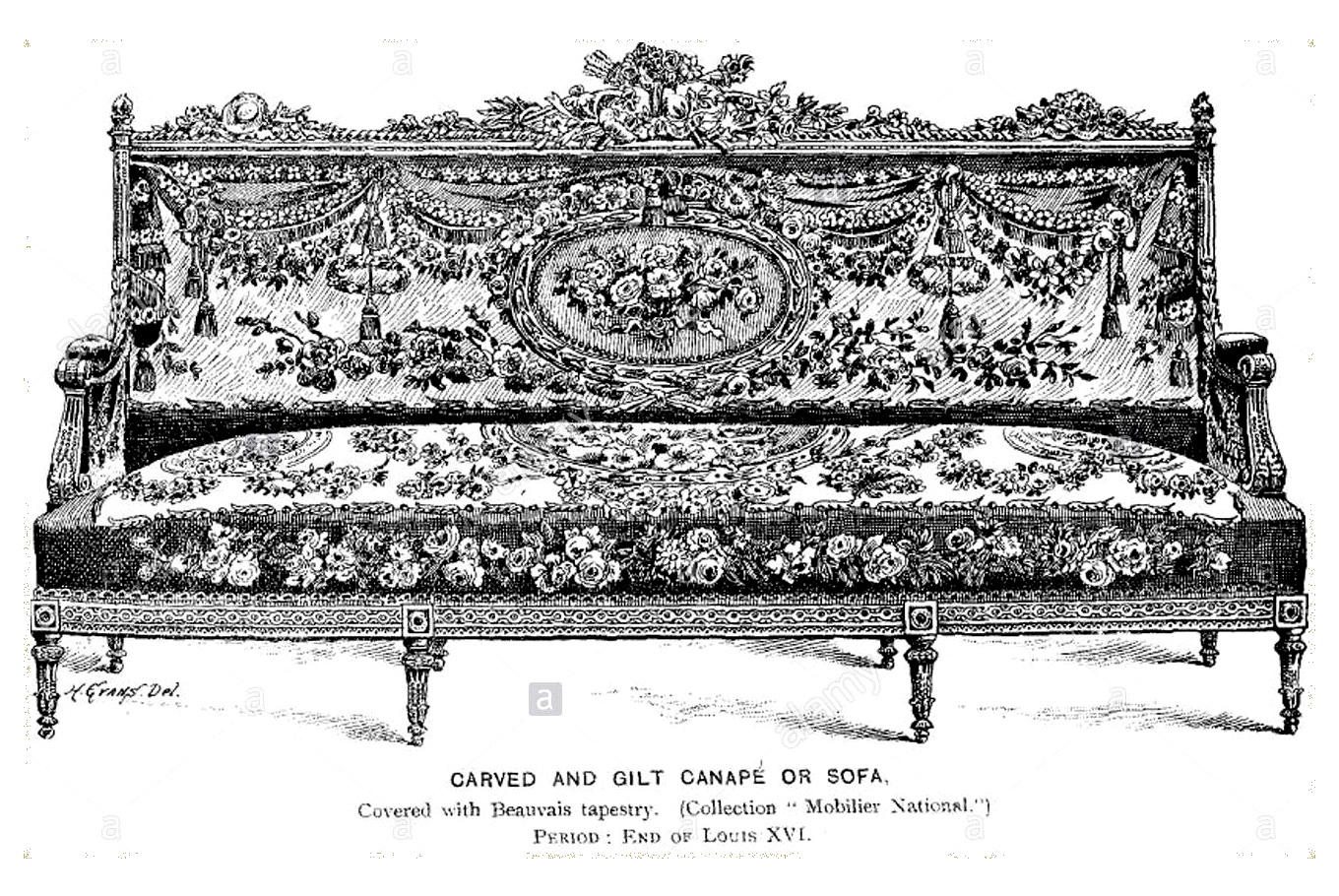
Canapé en suite de la fin de la période, recouvert d'une tapisserie de Beauvais.
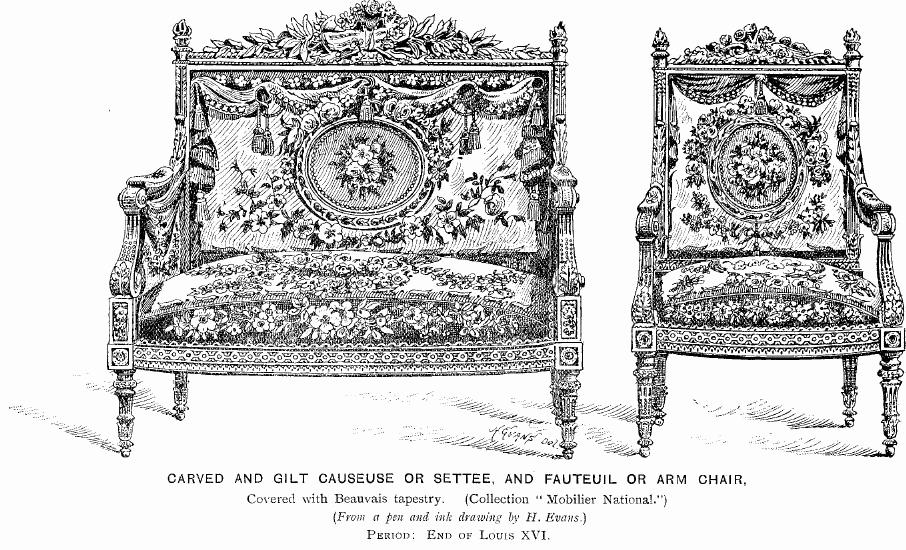
Causeuse ou fauteuil de la fin de la période, recouvert d'une tapisserie de Beauvais.
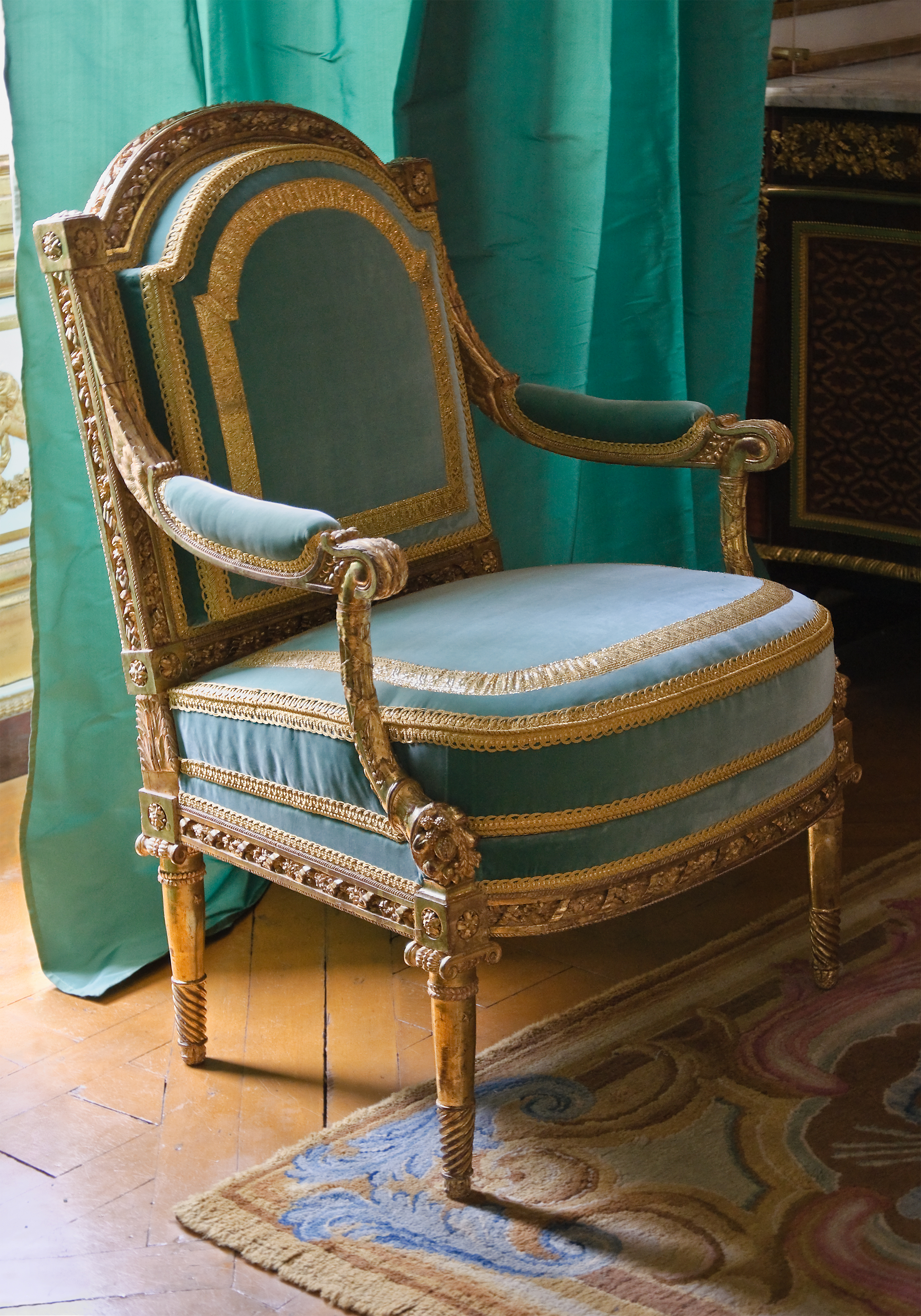
Fauteuil à la Reine livré par Georges Jacob pour le Grand Cabinet de la reine à Versailles en 1783.
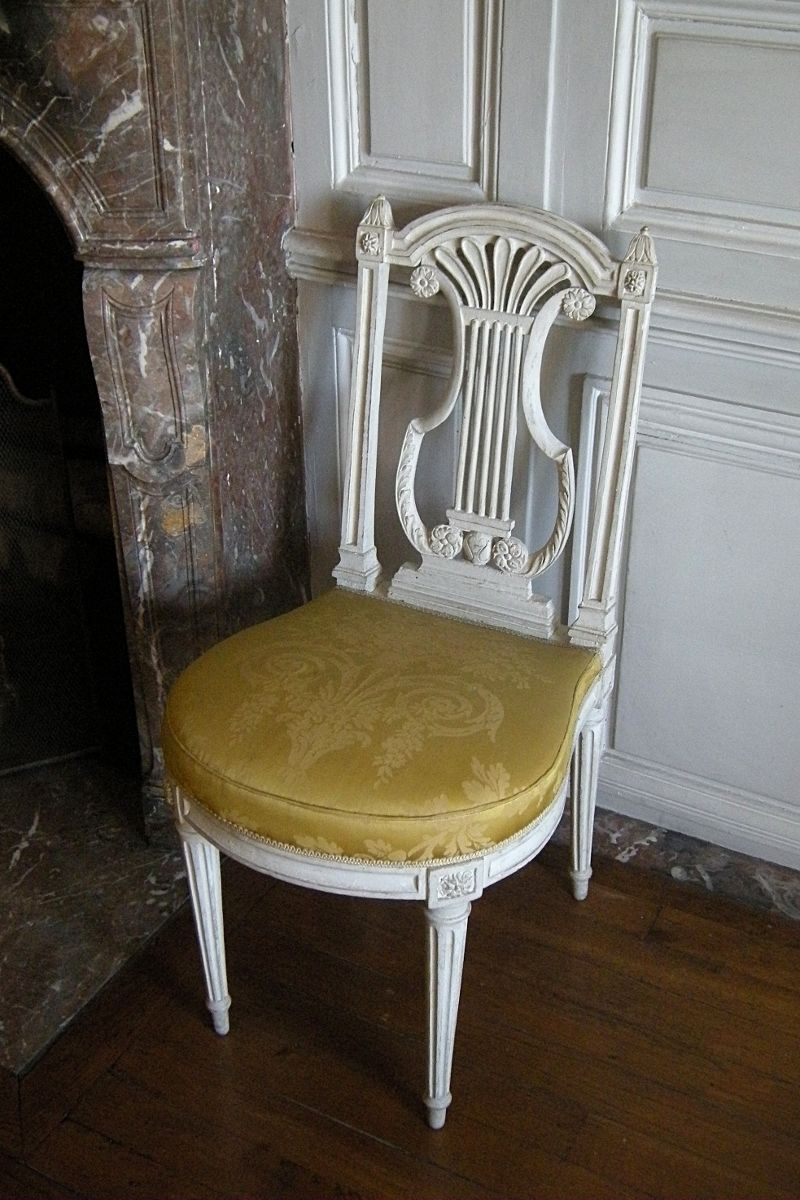
Chaise lyre d'époque Louis XVI (château de Vaux-le-Vicomte).
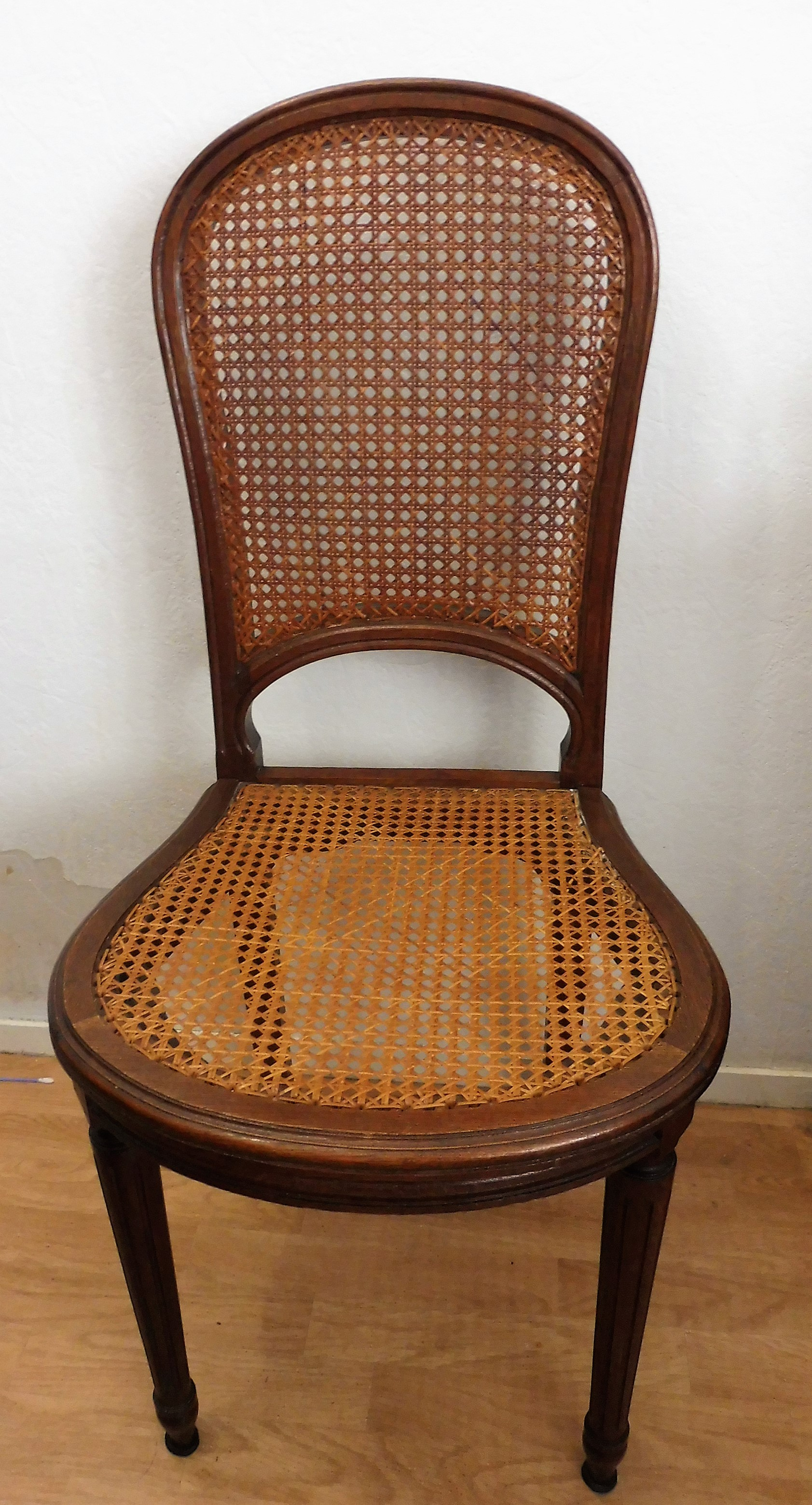
Chaise cannée de style Louis XVI

#### Les tables et guéridons
Du fait de leurs usages divers, les tables sont très variées. On trouve notamment la « table guéridon » qui sert souvent de table à jeu. La table ovale est plutôt populaire pendant cette période.

#### Les armoires et commodes
Les armoires sont en bois massif et ont une structure très similaire au style Louis XV. La vitrine est un dérivé de l'armoire qui est créée à cette époque.
Les commodes ont des pieds gainés. Elles comportent de deux à cinq tiroirs où les divisions entre les tiroirs sont souvent cachées. Les poignées sont simplifiées et ont l'aspect d’un anneau. La « commode en demi-lune » est une création de l'époque.

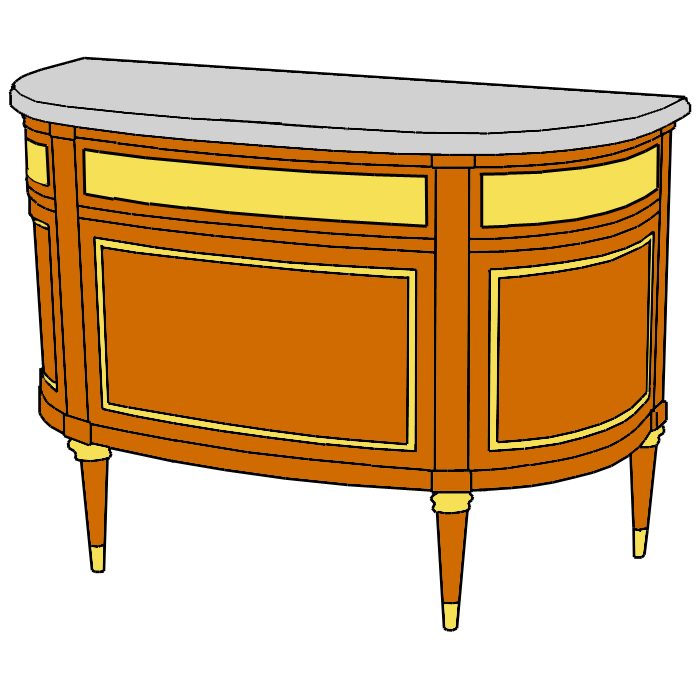
Commode demi-lune.

#### Les meubles à écrire
Le secrétaire est de forme rectangulaire et comporte un abattant ou, s'il n'y en a pas, une tirette qui sert d'écritoire. Le bureau à cylindre diffère très peu de celui inventé pendant la période de transition. Ses pieds et ses formes (excepté le rideau en quart de cercle) sont rectilignes. 

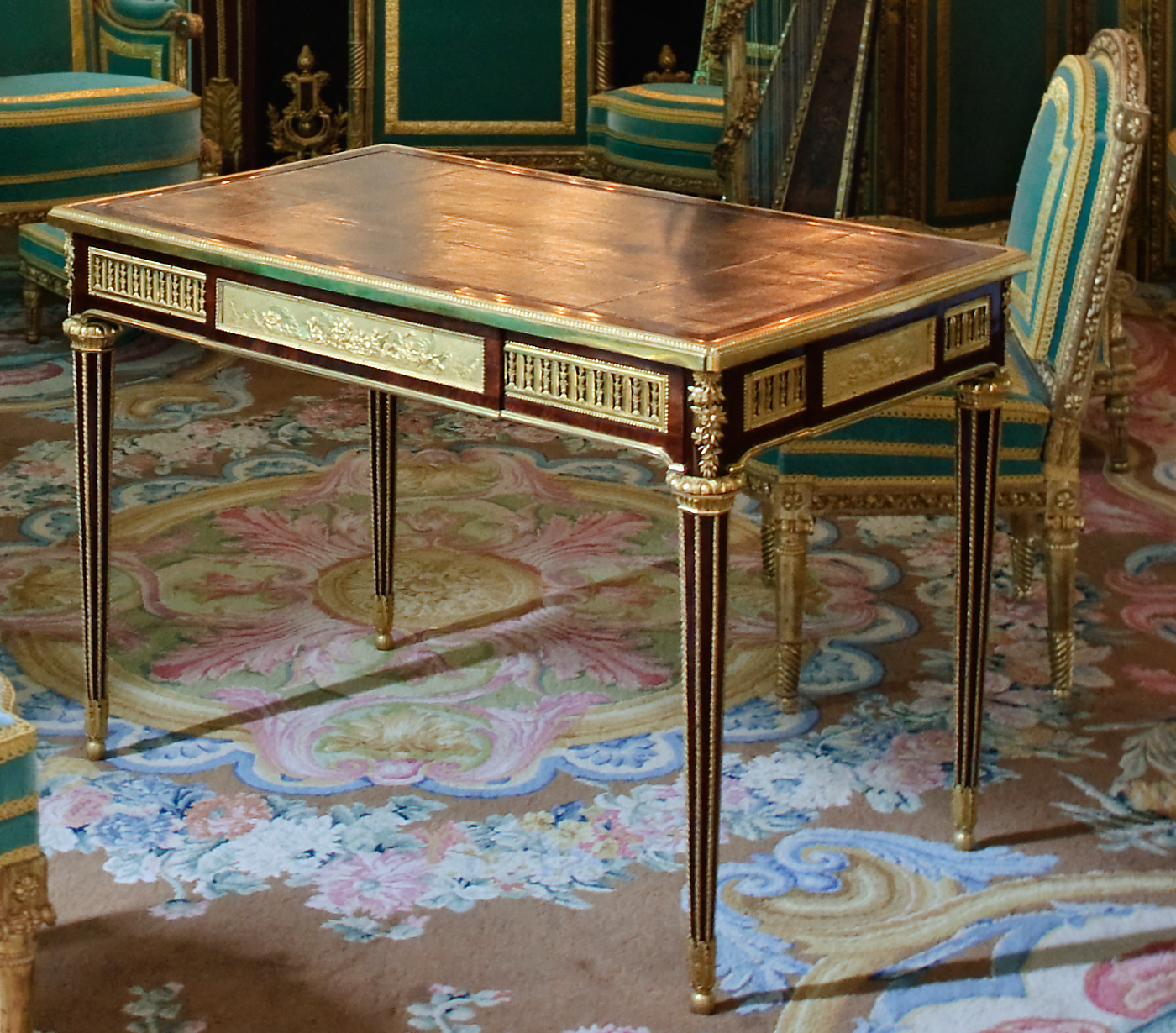
Bureau livré par Riesener pour le salon de la reine au Hameau de Trianon en 1783.
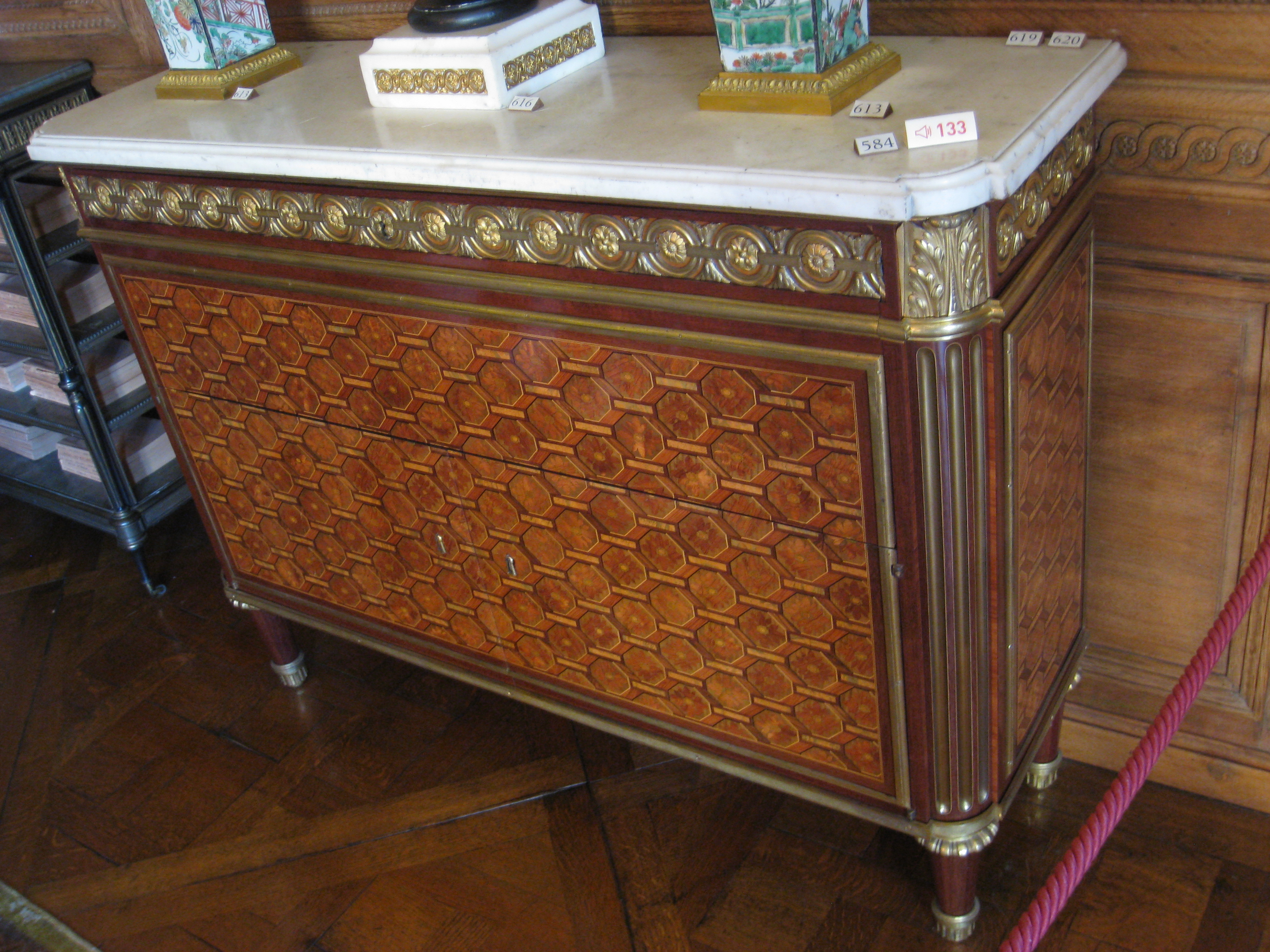
Secrétaire à abattant par Jean-François Leleu, vers 1770 - 1780.
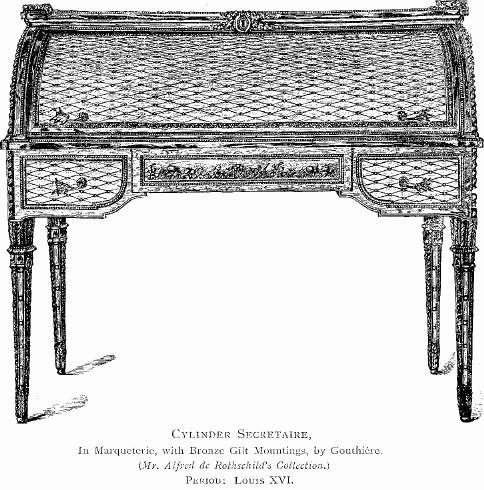
Bureau à cylindre.

#### Les lits
On compte deux principales sortes de lits : le lit à la française et le lit à la polonaise. Le lit à la française ne comprend qu'un chevet et est surmonté d'un dais de la même dimension que le cadre de lit. Le lit à la polonaise comporte deux chevets, parfois trois ; son baldaquin, qui a souvent une forme « à l'impériale », est de plus petite taille que le châlit. Ce baldaquin est supporté par des tiges cintrées, qui prolongent les petites colonnes du lit. Il est plutôt destiné à être placé en alcôve. Le lit à la polonaise devient à la mode sous Louis XVI et tend à détrôner le lit à la française.

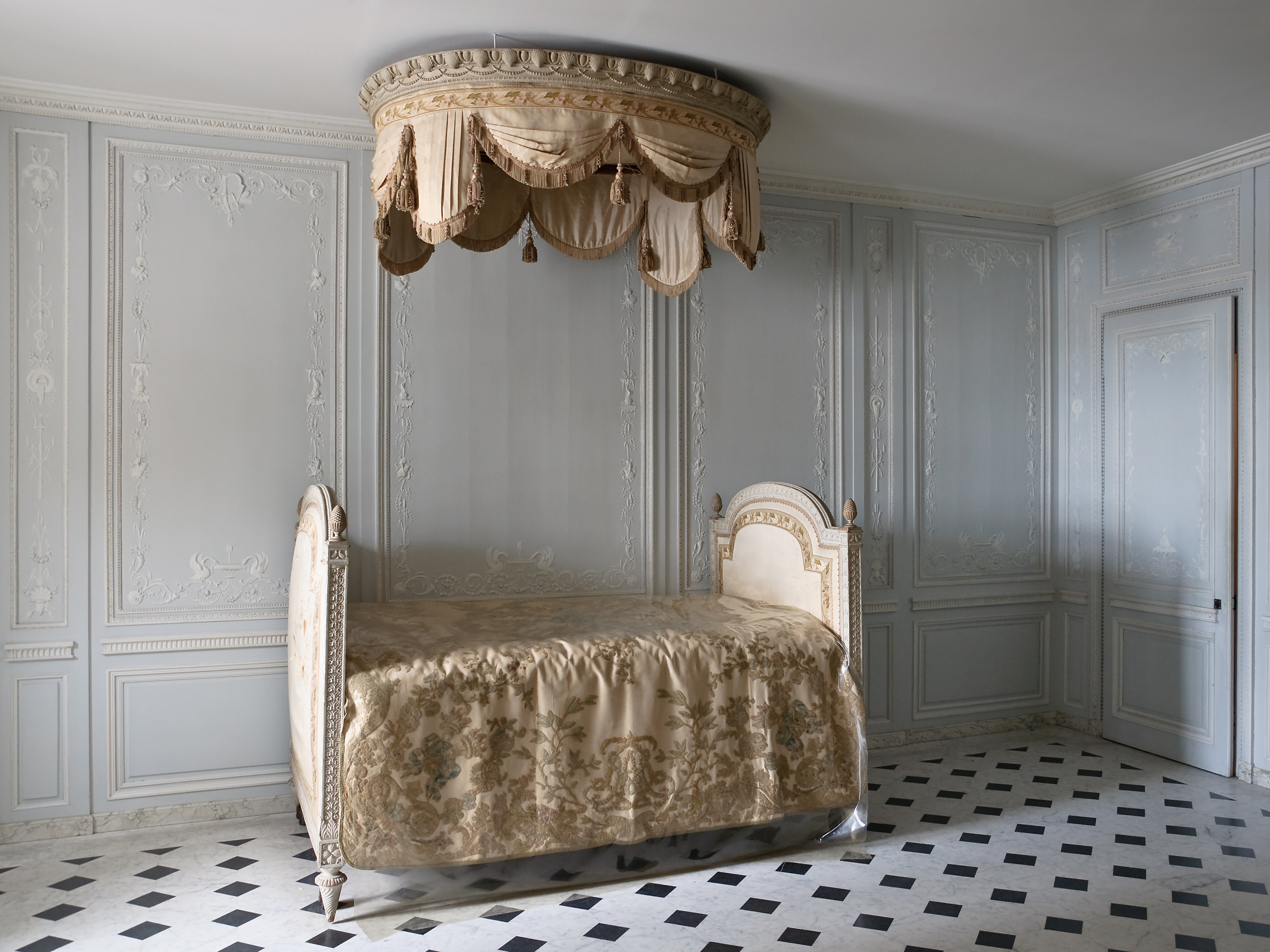
Lit à la polonaise (1785) par Jean-Baptiste Boulard, petit appartement de la reine à Versailles.

### Nouveaux meubles
L'influence féminine s'enracine dans la conception du mobilier, c'est ainsi que l'on voit apparaître des meubles réservés à un usage féminin, les tables à ouvrage, dont le plateau est souvent en forme d'auge, une planche se tire (tirette) afin de recevoir le nécessaire à ouvrage.
- Le « Bonheur du jour » est un  meuble qui apparaît pendant la Transition, sa structure est un mixte entre le secrétaire et le bureau, sa forme est très géométrique. Il fait son apparition au moment où la référence à l'antique se durcit, et où le style s'épure beaucoup.

- Le « fauteuil à dossier en médaillon » est aussi une création du style Louis XVI. Il possède un dossier de forme ovale.

- Le « meuble vitrine » est créé à cette époque. Il prend généralement la forme d'une petite armoire où les vantaux de bois sont remplacés par des vitrines[5].

- La « table guéridon » type jeu de bouillotte, estconçue pour un jeu de cartes dit jeu de bouillotte. Elle table est ronde, sur quatre pieds et dispose d'une ceinture à tiroirs. Le dessus de table est en marbre[5]. Pour jouer, un dessus en bois était posé sur le marbre, ce dessus amovible a, la plupart du temps, disparu. Au milieu, on disposait une lampe dite bouillotte dont la base est constituée d'encoches pour contenir les pions des joueurs. Sur un tableau : portrait présumé de Louis Thomassin, conservé au musée des Beaux-arts de Pau, on distingue très bien le plateau.

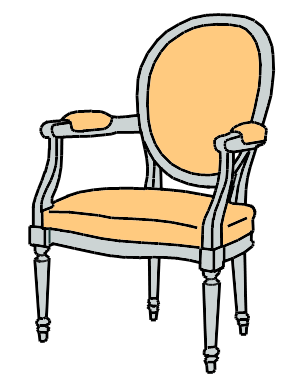
Fauteuil Louis XVI, avec dossier de siège « en médaillon ».
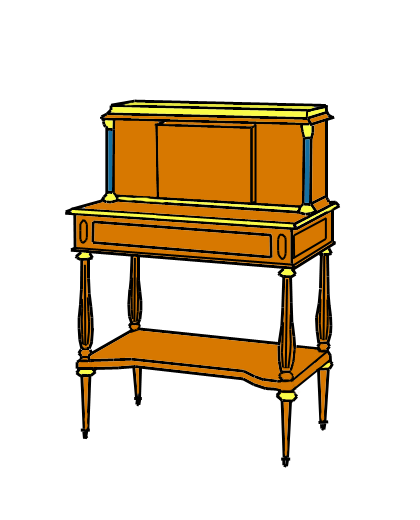
Meuble bonheur-du-jour.
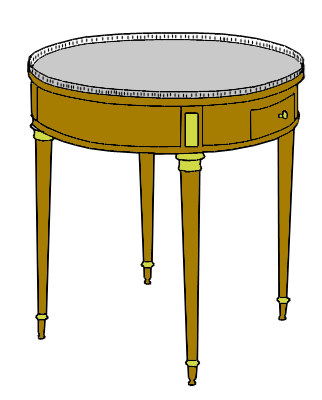
Table guéridon type « jeu de bouillotte ».

### Matériaux
Les carcasses des meubles de menuiserie sont le plus souvent réalisées en hêtre ou en noyer ; en revanche, pour des meubles d’ébénisterie, on utilise du sapin ou du chêne pour l’ossature et de l’acajou, de l’amarante ou du bois de violette pour le placage.

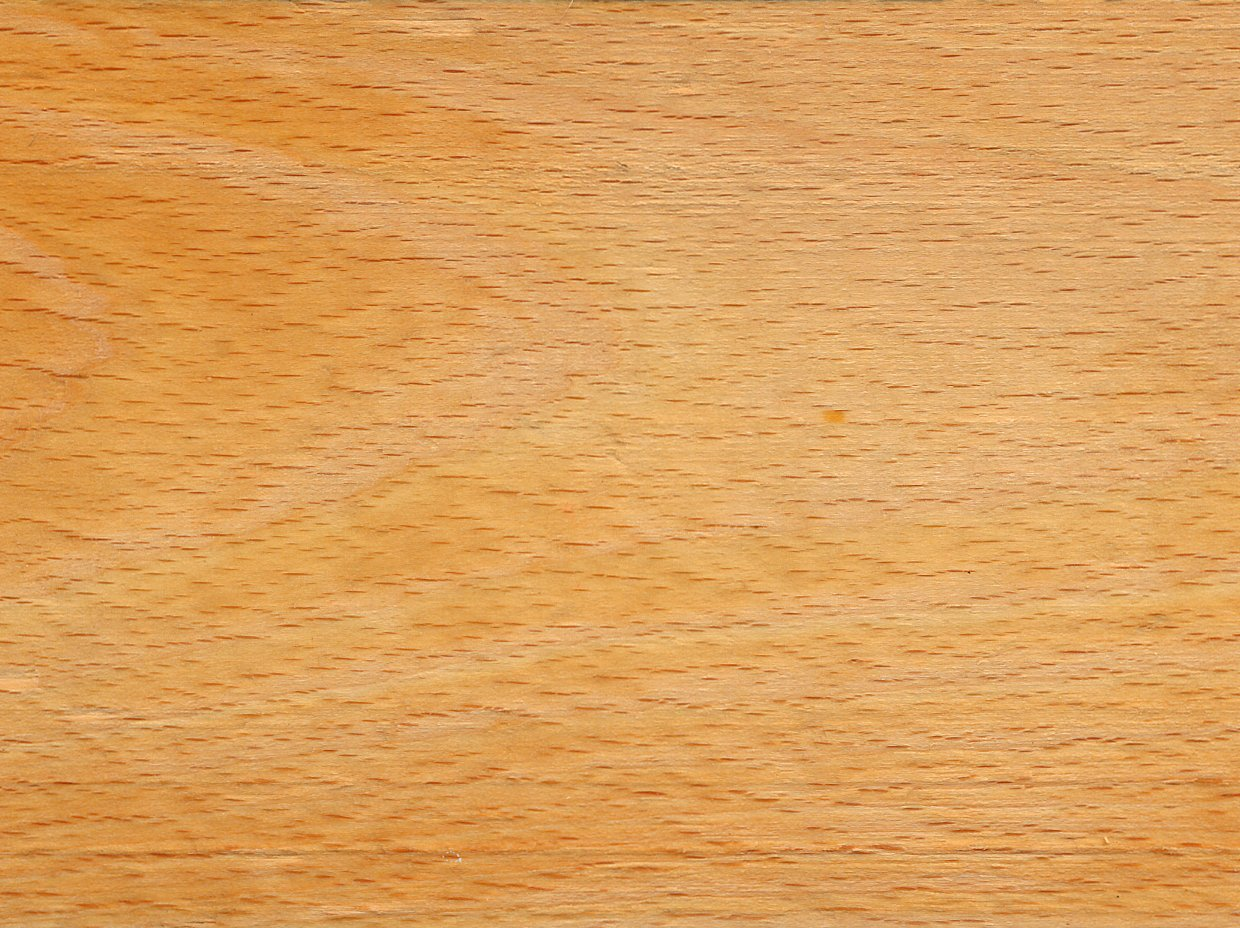
Hêtre.
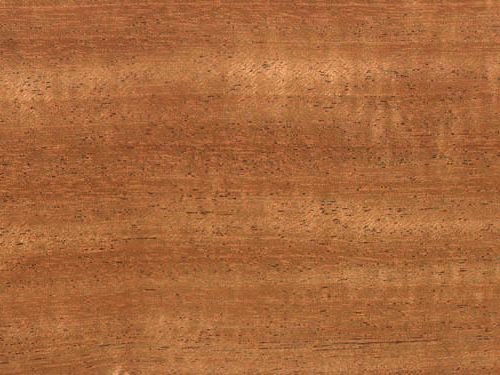
Acajou.

Pour la finition, la gomme-laque et le vernis français sont toujours utilisés. Des pièces de porcelaine, souvent issues de la Manufacture Royale de Sèvres, garnissent les meubles. Le fer forgé est utilisé pour imiter le style antique. Des plaques d'acier peuvent décorer la ceinture des meubles. L'ornementation se complète par du cuivre et du bronze.

## Ébénistes célèbres
- Jean-Henri Riesener
- David Roentgen
- Georges Jacob
- Louis Delanois
- Martin Carlin
- Claude-Charles Saunier
- Jean-François Leleu
- Guillaume Beneman
- Adam Weisweiler

## Ornemanistes
- Jean-Charles Delafosse
- Richard de Lalonde